# Poecilocarda collaris
Poecilocarda collaris är en insektsart som beskrevs av Victor Antoine Signoret 1854. Poecilocarda collaris ingår i släktet Poecilocarda och familjen dvärgstritar. Inga underarter finns listade i Catalogue of Life.